# 平池栄一
平池 栄一（ひらいけ えいいち、1966年〈昭和41年〉12月2日 - ）は、日本の総務官僚。

## 来歴
鳥取県出身。鳥取県立米子東高等学校を経て、1991年（平成3年）、東京大学法学部を卒業。同年総務庁に入庁。
入庁後、人事局の総括担当に配属され、国家公務員の育児休業等に関する法律や完全週休二日制実施を目的とした法律の法案審査を担当した。その後、人事局企画調査課課長補佐などを経て、人事局高齢対策課課長補佐に就任。国家公務員再任用制度の施行に向け、各省と具体的な事務の検討・調整にあたった。2002年（平成14年）からは行政管理局副管理官（独法総括担当）を務め、独立行政法人の制度改革に携わり、中期目標期間終了後の業務見直しに係る仕組みの策定、会計基準見直し、給与水準の透明化などにあたった。2004年（平成16年）からは行政評価局総括評価監視調査官（独法評価担当）を務め、副管理官時代に策定した業務見直しの仕組みに基づいて各省と折衝し、各独立行政法人の業務見直しにあたった。2008年（平成20年）からは甘利明行政改革担当大臣兼公務員制度改革担当大臣の秘書官を務め、行政改革や公務員制度改革に携わった。2012年（平成24年）からは内閣官房行政改革推進本部事務局参事官を務め、民主党政権時代の総人件費改革を担当した。その後、行政管理局管理官（外務・防衛・農林水産担当）兼内閣人事局内閣参事官（行政組織担当、人事行政担当）を務め、各省の機構・定員査定業務、国家公務員の働き方改革などを担当した。
2020年（令和2年）7月20日、統計研究研修所長に就任。
2021年（令和3年）7月1日、総務省大臣官房審議官（行政評価局担当）兼財務省大臣官房審議官（大臣官房担当）に就任。
2023年（令和5年）7月7日、内閣府官民人材交流センター官民人材交流副センター長兼同センター審議官事務取扱兼内閣官房内閣審議官（内閣人事局）に就任。
2024年（令和6年）7月5日、行政管理局長に就任。